# دانشگاه نظامی کیم ایل سونگ
دانشگاه نظامی کیم ایل سونگ (انگلیسی: Kim Il-sung Military University) دانشگاه نظامی در کره شمالی و زیرمجموعه ارتش خلق کره است، که در سال ۱۹۵۶ تأسیس شد.